# Tina Weiratherová
Christina „Tina“ Weiratherová (* 24. května 1989 Vaduz) je alpská lyžařka z Lichtenštejnska.
Na Zimních olympijských hrách 2018 v Pchjongčchangu získala bronzovou medaili v superobřím slalomu žen. Na Mistrovství světa 2017 ve Sv. Mořici skončila v téže disciplíně na druhém místě. Do února 2018 vyhrála osm závodů Světového poháru.
Jejími rodiči jsou bývalí lyžaři Harti Weirather a Hanni Wenzelová.